# Rijksweg 22
Der Rijksweg A22 (Autosnelweg 22) ist eine Autobahn in der niederländischen Provinz Nordholland. Er beginnt beim Autobahndreieck knooppunt Velsen im Osten von Velserbroek, wo er von der A9 abzweigt. Danach unterquert im Velsertunnel den Nordseekanal endet nach 8 km am knooppunt Beverwijk, wo er wieder die A9 mündet. Damit ist die A22 die kürzeste Autobahn in den Niederlanden.
Bis 1996 verlief die A9 über die heutige A22, dann wurde der Wijkertunnel eröffnet, wodurch die A9 durch diesen Tunnel geführt und der alte Abschnitt in A22 umbenannt wurde. Vorher trug ein Abschnitt östlich von Utrecht, der heute ein Teil der A27 ist, die Straßenbezeichnung A22.

## Bildergalerie

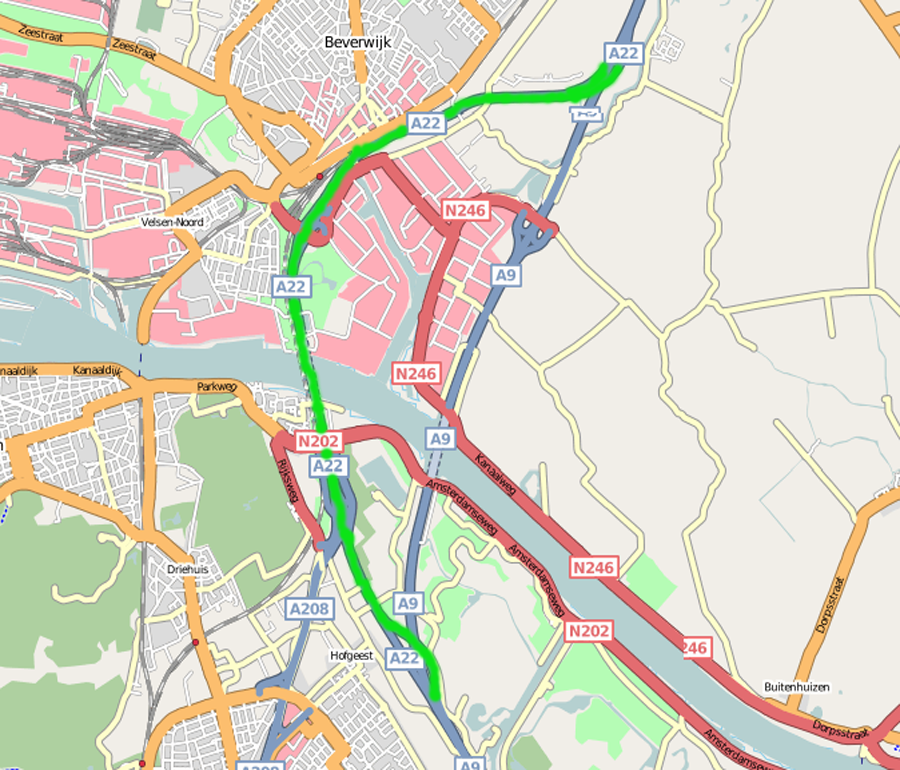
Detaillierter Verlauf der A22
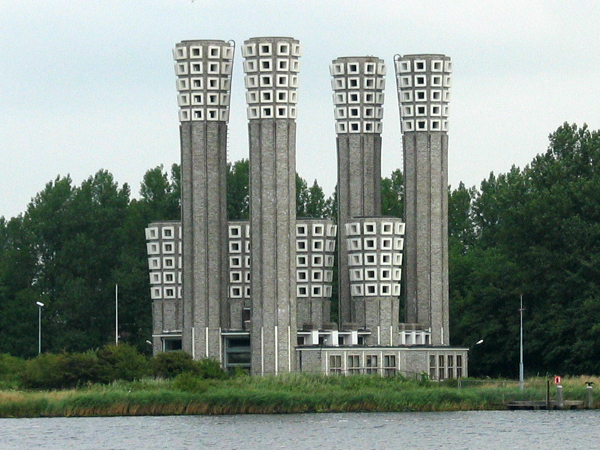
Die nördliche Ventilation des Velsertunnels